# Place Andrée Payfa-Fosseprez
 (août 2025).
Motif : Rue sans notoriété évidente. Sources secondaires semblent absentes.
- Archive Wikiwix
- Bing
- Cairn
- DuckDuckGo
- E. Universalis
- Gallica
- Google
- G. Books
- G. News
- G. Scholar
- Persée
- Qwant
- (zh) Baidu
- (ru) Yandex
- (wd) trouver des œuvres sur Wikidata

| 1. | Préciser le motif de la pose du bandeau. | Précisez le motif de la pose du bandeau en utilisant la syntaxe suivante : {{admissibilité à vérifier\|date=août 2025\|motif=remplacez ce texte par le motif}}                                    |
| 2. | Informer les utilisateurs concernés.     | Pensez à avertir le créateur de l'article, par exemple, en insérant le code ci-dessous sur sa page de discussion : {{subst:avertissement admissibilité à vérifier\|Place Andrée Payfa-Fosseprez}} |

 (juin 2020).
Si vous disposez d'ouvrages ou d'articles de référence ou si vous connaissez des sites web de qualité traitant du thème abordé ici, merci de compléter l'article en donnant les références utiles à sa vérifiabilité et en les liant à la section « Notes et références ».
Pour les articles homonymes, voir Place Bisschoffsheim.
La place Andrée Payfa-Fosseprez (en néerlandais : Andrée Payfa-Fosseprezplein), anciennement place Bischoffsheim, est une place bruxelloise de la commune de Watermael-Boitsfort située, avec la place Léopold Wiener, devant la maison communale.

## Historique et description
Elle a été nommée place Bischoffsheim en la mémoire de Jonathan-Raphaël Bischoffsheim, banquier, homme politique et philanthrope belge originaire de Mayence, établi en Belgique à la révolution de 1830 et mort à Boitsfort en 1883[pertinence contestée]. En mars 2005, elle a été renommée sur proposition d'une conseillère communale d'après la première femme bourgmestre de la Région bruxelloise durant 18 ans.

## Situation et accès
Située à côté de la maison communale de Boitsfort, à l'endroit où le boulevard du Souverain rejoint l'avenue Delleur, elle est accessible par l'arrêt Wiener du tram 8 et des autobus 17 et 95 de la STIB.